# Gunghuyana bispiniverpa
Gunghuyana bispiniverpa är en insektsart som beskrevs av Stiller 2001. Gunghuyana bispiniverpa ingår i släktet Gunghuyana och familjen dvärgstritar. Inga underarter finns listade i Catalogue of Life.